# Магометанское кладбище (Санкт-Петербург)
Магометанское кладбище — некрополь, расположенный во Фрунзенском районе Санкт-Петербурга между рекой Волковкой и южной частью Волковского проспекта.  

## История
Первые мусульманские захоронения на территории некрополя были произведены в 1770-х годах: здесь хоронили подданных Османской империи, пленённых во время Русско-турецкой войны 1768—1774 годов.
Некрополь получил официальный статус Магометанского кладбища на основании высочайшего указа от 13 ноября 1826 года, подготовленного по инициативе муллы Гвардейского корпуса Джангира Хантемирова. В указе отмечалось, что казённые «крестьяне деревни Волковой на уступку под Магометанское кладбище означенного участка… согласны», и «что кладбище сие состоит уже там с давних времен без определения только оному пространства, какового, по изъяснению губернского землемера, достаточно будет двух десятин, и что земля в сем месте к пашне и сенокосу совершенно неудобна».
Места для захоронений на кладбище выделялись бесплатно. Первоначально учёт погребённых не вёлся, многие могилы были безымянными. Площадь кладбища неоднократно увеличивалась. В 1865 году по предложению санкт-петербургского военного генерал-губернатора А. А. Суворова кладбищу дополнительно была отведена одна десятина земли. В 1908 году к кладбищу был присоединён участок, завещанный купцом 1-й гильдии хаджи Атауллой Байрашевым.
В 1831 году, во время эпидемии холеры, юго-западнее Магометанского кладбища начали хоронить жертв эпидемии, этот участок получил название Холерного кладбища. Позднее севернее Холерного кладбища был устроен небольшой участок для захоронения самоубийц.
В первые же годы после учреждения Магометанского кладбища оно в обиходе стало именоваться Татарским, поскольку большинство захороненных составляли татары. Исповедовавшие суннизм татары возражали против того, чтобы на этом кладбище хоронили персов, исповедовавших шиизм. В связи с этим по ходатайству персов в 1843 году севернее Татарского кладбища им был выделен небольшой участок площадью 400 квадратных саженей, названный Персидским кладбищем. К 1868 году площадь Персидского кладбища возросла до 700 квадратных саженей. Указанные именования кладбищ использовались на планах города и в официальных документах вплоть до 1947 года. В дальнейшем по 1988 год на планах города эти кладбища не разделялись, их общая территория именовалась Магометанским кладбищем. В советское время на кладбище, помимо татар и персов, стали хоронить представителей многих других национальностей, исповедующих ислам.
В июле 1941 года юго-западнее Татарского кладбища был отведён земельный участок «для нужд захоронения возможных жертв вражеских бомбардировок и арт. обстрелов», в декабре того же года на этом участке «было разрешено производить массовое захоронение». В 1946 году этот участок получил статус Ново-Волковского кладбища.
С 1940 до 1956 года, в период закрытия Санкт-Петербургской соборной мечети, на кладбище проводились пятничные и праздничные намазы. При праздновании ураза-байрама и курбан-байрама на кладбище собиралось до 5 тысяч человек.  Богослужения в послевоенное время проводили неофициальные муллы Муса Немешев, Мутугулла Хамитов. 

Магометанское кладбище является полузакрытым: захоронения допускаются, как правило, только в оградах и могилах родственников, при этом строгое соблюдение исламского похоронного обряда не является обязательным.

### Управление кладбищем
В XIX веке и начале XX века Татарское и Персидское кладбища управлялись лицами, назначаемыми соответственно татарской и персидской общинами Санкт-Петербурга. В середине XIX века Татарским кладбищем управлял старший имам Гвардейского корпуса Землихин Рахманкулов, Персидским — эфенди Собственного Его Императорского Величества конвоя мулла Алиакберг Абдулаев.
В 1913 году конторой Татарского кладбища заведовали Мухамед-Зариф Юносов и Мухамед-Сафа Баязитов, конторой Персидского — Галим-Мурза Максутов. В 1917 году конторами Татарского и Персидского кладбищ одновременно заведовал Мухамед-Алим Максутов.
После революции, согласно декрету Совнаркома «О кладбищах и похоронах» от 7 декабря 1918 года все кладбища, а также организация похорон поступили «в ведение местных Совдепов». В соответствии с этим декретом в Петросовете была образована Постоянная комиссии по национализации кладбищ, и с 1 февраля 1919 года кладбище поступило в ведение Комиссариата внутренних дел Петроградской трудовой коммуны. Управление Магометанским кладбищем было передано конторе Волковского кладбища.
В 1946 году управление Магометанским кладбищем было передано конторе вновь образованного Ново-Волковского кладбища. Такая административная подчинённость сохраняется по настоящее время.

## Захоронения
Список, насчитывающий 52 избранных захоронения на Магометанском кладбище, представлен в издании «Петербургский некрополь». Как указал в предисловии к изданию его составитель В. И. Саитов, главным критерием при отборе материала была сословная принадлежность погребённых. В списке представлены, в частности, следующие персоны, могилы большинства которых к настоящему времени утрачены.
- Абединов, Мирза-Казем-бек († 1912) — статский советник, преподаватель персидского языка на восточных курсах при Азиатском департаменте Министерства иностранных дел Российской империи.
- Анчурин, князь Исмаил Идрисов († 1900).
- Алышев, Фатхулла († 1900) — хаджи, санкт-петербургский купец.
- Байрашев, Атаулла (1846—1908) — хаджи, купец.
- Бакиров, князь Гумар (1780—1828).

- Баязитов, Атаулла (1847—1911) — ахун-мударрис, драгоман.
- Вали-Хан, Гази Булатович, султан († 1909) — генерал-майор, председатель Мусульманского благотворительного общества в Санкт-Петербурге.
- Джафаров, Садык († 1842) — персидский купец.
- Дударов, Темир-Булатович-Казбекович (1844—1912) — генерал-лейтенант. Могила сохранилась[1].
- Желтов, Шарафетдин (1844—1906) — санкт-петербургский купец.
- Махмуд-Ишан († 1844) — почитаемый старец, аскет. Могила сохранилась[1].
- Насыр (1785—1830) — сановник Бухарского ханства.
- Смольский, Давид Сулейманович (1850—1908) — статский советник, казначей Мусульманского благотворительного общества в Санкт-Петербурге.
- Таканаев, Фаттахетдин (1845—1906) — хаджи, санкт-петербургский купец.
- Тантави, Шейх-Мухаммед Айяд (1810—1861) — филолог, специалист по арабскому языку и литературе. Могила сохранилась[1].
- Умеров, Мирза-Хаки (1823—1891) — статский советник, состоявший при Туркестанском генерал-губернаторе.
- Халитов, Рахматулла (1833—1898) — санкт-петербургский купец, член Комитета по постройке Санкт-Петербургской соборной мечети. Могила сохранилась[1].
- Халитов, Хамидулла (1830—1895) — ахун, военный мулла-ишан.
- Хантемиров, Тархан-Мухаммед-Амин (1757—1867[Комм. 1]) — имам Санкт-Петербурга.
- Шафи-Хан (1853—1909) — персидский принц, генерал-майор. Могила сохранилась[1].
- Энемук, Мухаммед-Сулейман-оглы (1840—1894) — генерал-майор. Могила сохранилась[1].
- Янович-Чаинский, Салих Мустафович (1834—1903) — профессор, тайный советник. Могила сохранилась[1].

На кладбище сохранились две старейшие могилы, не указанные в издании «Петербургский некрополь».
- Мирза Садык († 1844) — ака, персидский купец.
- Мухаммад († 1843) — ака, хаджи, персидский купец.

На кладбище расположен памятник культурного наследия регионального значения — могила Героя Советского Союза Махмута Сафиевича Актуганова (1923—1971).

## Комментарии
1. ↑  В источнике указан возраст 110 лет.